# Jan Oort

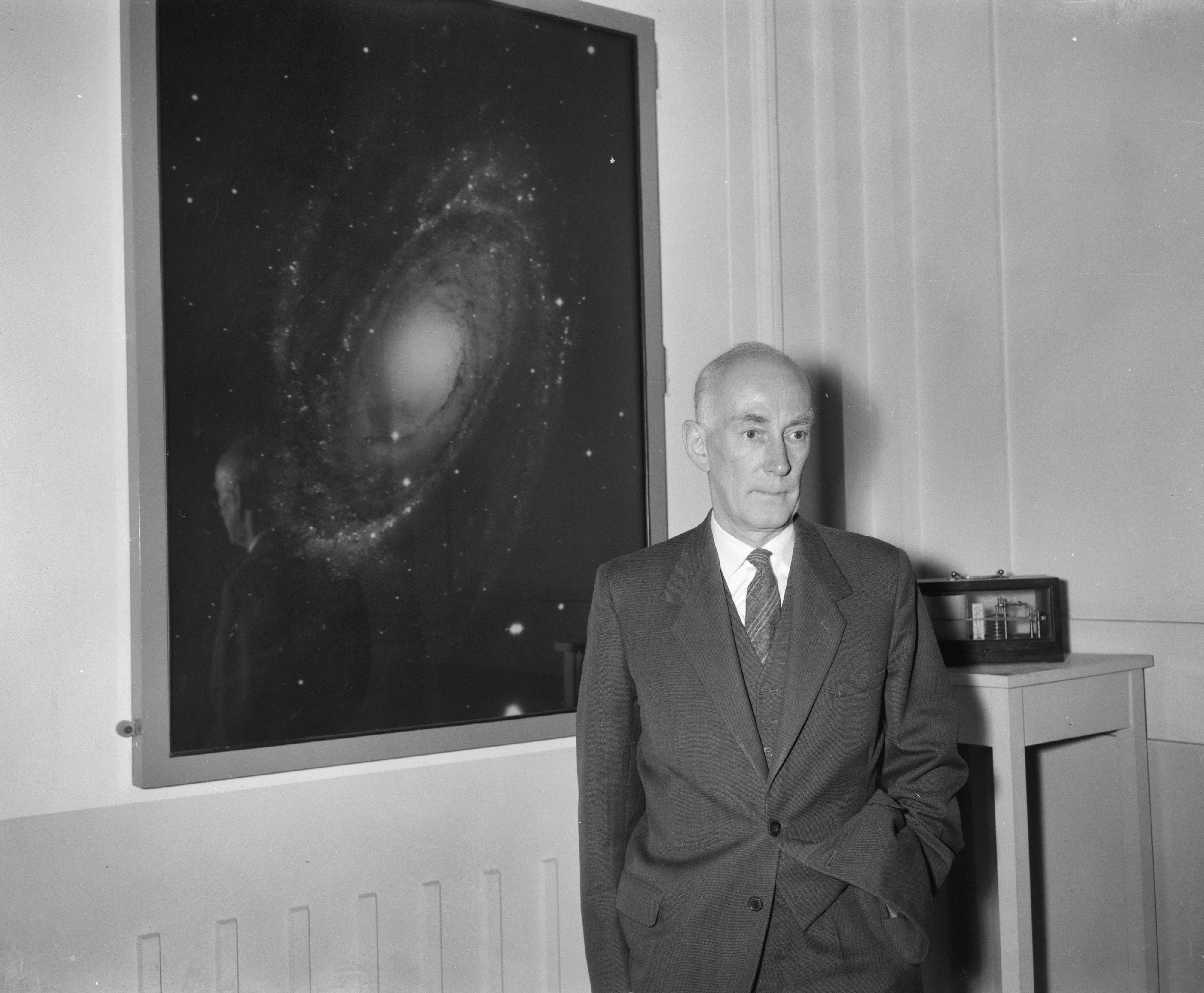
Jan Oort (1961)

Jan Hendrik Oort (Franeker, 28 aprile 1900 – Leida, 5 novembre 1992) è stato un astronomo olandese.

## Biografia
Oort nacque a Franeker in Frisia e studiò a Groninga con Jacobus Cornelius Kapteyn. La sua tesi di dottorato era intitolata "Le stelle ad alta velocità". Nel 1927 provò che la Via Lattea ruotava, analizzando il movimento delle sue stelle. Nel 1935 divenne professore presso l'Osservatorio dell'Università di Leiden, il cui direttore era Ejnar Hertzsprung.
Oort era affascinato dalle onde radio provenienti dallo spazio. Dopo la seconda guerra mondiale fu uno dei pionieri della nuova branca dell'astronomia, la radioastronomia, utilizzando una vecchia antenna radar lasciata dai tedeschi.
Negli anni cinquanta fece fondare un nuovo radiotelescopio a Dwingeloo, nella parte orientale dei Paesi Bassi; il suo scopo era studiare il centro della Galassia. Dai suoi studi scoprì che il centro della Via Lattea è a circa 30 000 anni luce dalla Terra, nella costellazione del Sagittario, e che la sua massa è di circa 100 miliardi di volte quella del Sole.
Nel 1970 un telescopio più grande fu costruito vicino al vecchio. Era composto di dodici telescopi più piccoli che osservavano tramite interferometria radio, una tecnica che fu inventata dallo stesso Oort, ma sperimentata per la prima volta all'Università di Cambridge da Martin Ryle e a Sydney da Joseph Pawsey.
La sua ipotesi che le comete avessero un'origine comune, postulata nel 1950, si rivelò corretta negli anni successivi. Per questo motivo la nube di comete che avvolge il Sistema Solare porta il suo nome. Oort fu inoltre in grado di dimostrare che la luce proveniente dalla Nebulosa del Granchio era polarizzata.
È stato presidente dell'Unione Astronomica Internazionale dal 1958 al 1961.

## Riconoscimenti
Oggi portano il suo nome, oltre alla Nube di Oort, l'asteroide 1691 Oort e la costante di Oort per la struttura galattica.

## Premi
- Nel 1942 gli è stata assegnata la Medaglia Bruce.
- Nel 1946 ha ricevuto la Medaglia d'oro della Royal Astronomical Society[1].
- Nel 1947 gli fu assegnato il Prix Janssen[2].
- Nel 1951 ricevette il Henry Norris Russell Lectureship nel 1951.
- Nel 1966 ricevette il Vetselen Prize[3].
- Nel 1972 ha ricevuto la Medaglia Karl Schwarzschild.
- Nel 1984 gli fu assegnato il Premio Balzan per l'astrofisica.
- Nel 1987 ha ricevuto il Premio Kyoto[4].